# アルノ川
アルノ川（アルノがわ、Arno）は、イタリア中部を流れティレニア海に注ぐ、長さ241kmの川である。

## 流路
アペンニーノ・トスコ＝エミリアーノにあるファルテローナ山（Monte Falterona）に源を発し南へ流れる。アレッツォ付近で北西に転じ、フィレンツェで西に変える。ポンテデーラの谷を流れ、ピサの西側でティレニア海に注ぐ。
河口の三角州と付近の海岸平野には砂丘、泥炭地、マツ林、混交林が多く、一帯にはキク科ヨモギ属のArtemisia caerulescensとヤグルマギク属のCentaurea aplolepaの固有亜種が生え、ムラサキサギ、サンカノゴイ、アマサギなどの鳥類が生息している。北側のセルキオ川河口とマッサチウッコリ湖一帯と共に「トスカーナの海岸林」としてユネスコの生物圏保護区とラムサール条約登録地に登録されている。
16世紀初頭に、フィレンツェ共和国はピサに攻勢を仕掛け、ピサを包囲したが、ピサ側はアルノ川の舟運を使って海から物資を運び入れた。軍事にも関心のあったレオナルド・ダ・ヴィンチは、アルノ川の流路を迂回させピサを経由しないようにする作戦を立案した。副官として従軍していたニッコロ・マキャヴェッリは、ダ・ヴィンチの案を採用し、1504年から工事に取り掛からせたが、当時の土木技術には限界があり、アルノ川の流路変更工事は失敗に終わった。